# Raça armenoide

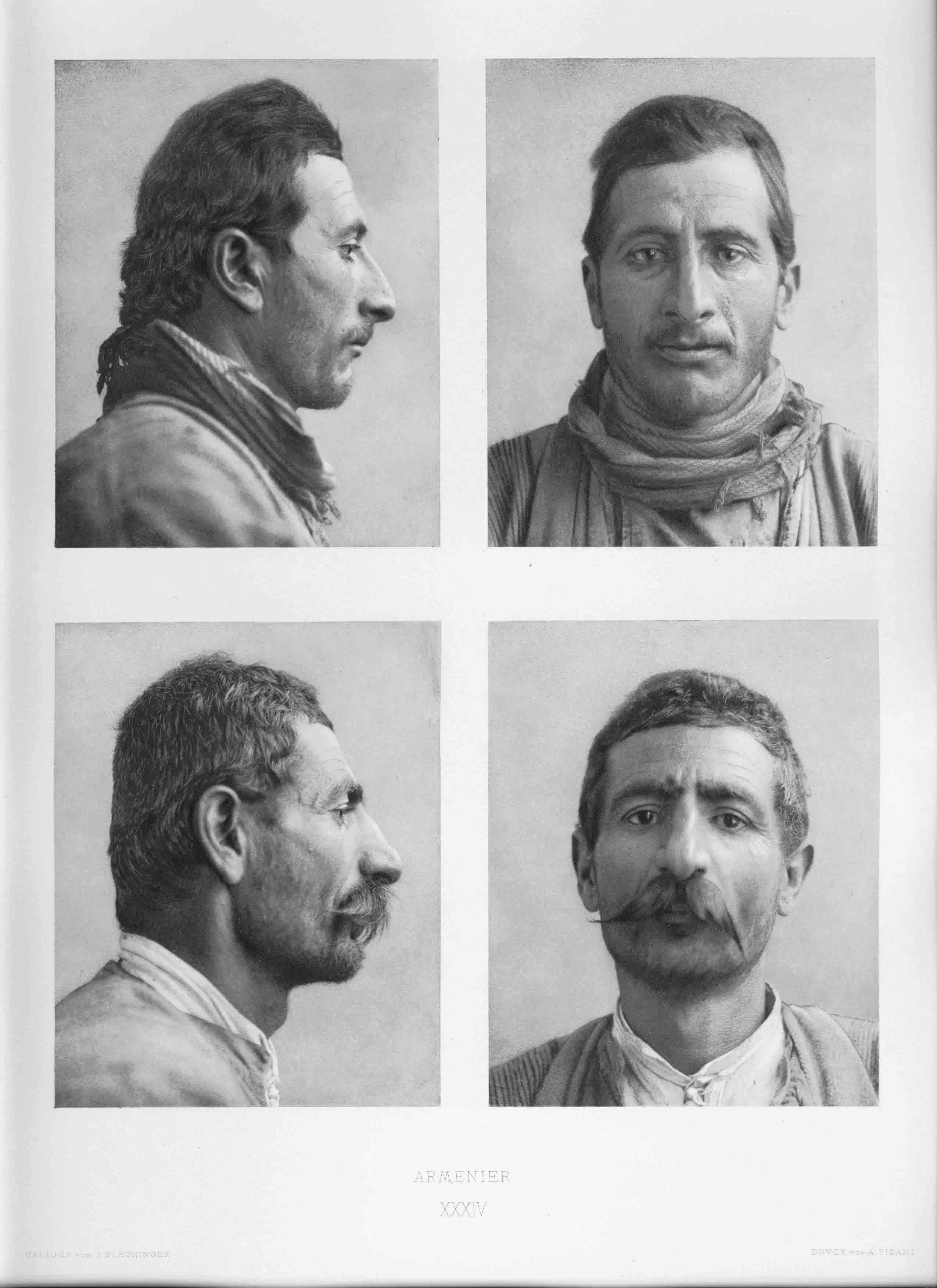
Exemplos armênios de Felix von Luschan

A raça armenoide, armênia, armenídea, síria, judaica ou ponto-zabrossiana é um conceito racial da antropologia física, utilizado para descrever um dos principais subgrupos da chamada raça caucasiana.

## História
As individualidades fenotípicas dos armênios foram descritas pela primeira vez por Felix von Luschan, que os encontrou abundantemente no sudoeste da Ásia Menor, também dividindo seus traços com alguns povos turcos locais, caracterizados pela braquicefalia extrema e o nariz grande e convexo. Em 1892, von Luschan criou o termo "armenoide" para descrever este tipo que observara, e que julgava ser o componente étnico racial original dos hebreus, além de predominante entre os antigos hititas. Para o autor, ainda, mesmo após a miscigenação histórica dos judeus com amoritas (supostamente arianos) e hititas, o tipo armenoide puro teria permanecido como o ideal popular de beleza entre o povo, o que seria evidenciado biblicamente no Cântico dos Cânticos.
A associação entre estes tipos braquicéfalos do Oriente Próximo e os primeiros hebreus foi seguida entusiasticamente por Houston Stewart Chamberlain, que citou von Luschan para argumentar sobre a formação do povo hebreu, mas chamou os tipos braquicéfalos de "nariz judaico" e suposta tendência à obesidade de sírios ou Homo syriacus, termo posteriormente adotado por Egon von Eickstedt, que apresentou "armenídeo" como sinônimo para Homo sapiens syriacus e incorporou este grupo ao "cinturão de raças montanhesas". Para a mistura que originaria os judeus, que Chamberlain também acreditava incluir o Homo arabicus, dá o nome de Homo judaeus.
Em 1910, o antropólogo judeu ucraniano Samuel Weissenberg publicou estudos em que estimava a significância do tipo armenoide entre diversas comunidades judaicas. Descobriu que apenas 10% dos judeus russos tinham um nariz tipicamente armenoide, em comparação com os epônimos armênios, entre os quais a frequência deste tipo nasal estava por volta de 40%. A proporção, contudo, variava entre comunidades judaicas internacionais: 35% entre os judeus da Geórgia, 62% entre os da Mesopotâmia, 70% entre os samaritanos e 78% entre os judeus da Palestina. Semelhantemente, estabelecendo uma análise fenotípica mais genérica, o Dr. Lipiec anunciou em congresso de 1926 do Instituto Internacional de Antropologia que estimara que 35-36% dos judeus poloneses tinham um fenótipo armenoide típico, de longe o tipo "puro" mais frequente, em comparação com 7-8% orientalídeos, 5-9% mediterrâneos e 3-4% europídeos orientais.
Jan Czekanowski, usando seu até hoje influente método de clustering multidimensional, classificou em 1928 os europeus em quatro raças básicas: três caucasoides (nórdica, íbero-insular e armenoide) e uma mongoloide (laponoide), com outras raças surgindo de misturas entre estas quatro. O cruzamento de armenoides com nórdicos, íbero-insulares e laponoides resultaria, respectivamente, em alpinos, litorais e dináricos. Czekanowski critica como autores como Deniker e Günther ignoravam o componente racial armenoide na formação dos povos europeus, embora descrevessem minuciosamente tipos que ele julgava serem misturas de base armenoide, como o alpino e o dinárico. Em 1939, Carleton S. Coon teceu críticas a pontos da esquematização de Czekanowski, que parcialmente as acolheu na terceira edição de seu manual Człowiek w czasie i przestrzeni, na qual passou a compreender alpinos e dináricos respectivamente como uma mistura de armenoides com laponoides e nórdicos, invertendo sua tese original.
Sonia Cole descreveu os armenoides como dináricos com traços mais exagerados (como o crânio maior e mais curto, rosto mais longo e nariz mais largo), estipulando que, enquanto os dináricos haveriam surgido no Oriente Médio por volta de 2.000 a.C., de onde migraram para a Europa, os armenoides eram mais próximos aos irano-afegãos stricto sensu, talvez recebendo certos traços craniológicos de cruzamentos com alpinos orientais, e tendo a braquicefalia ainda mais exagerada como traço adquirido ao longo da vida por comportamentos culturais específicos. Na taxonomia de Cole, tanto dináricos como armenoides integram a raça irano-afegã lato sensu. Ao estudar sua presença no Cáucaso, identifica-o com os "ponto-zabrossianos" descritos por Viktor Bunak.